# Бања (Плоче)
Бања је насељено место у саставу града Плоче, Дубровачко-неретванска жупанија, Република Хрватска.

## Историја
До територијалне реорганизације у Хрватској налазила се у саставу старе општине Плоче.

## Становништво
На попису становништва 2011. године, Бања је имала 173 становника.
| Број становника по пописима | Број становника по пописима | Број становника по пописима | Број становника по пописима | Број становника по пописима | Број становника по пописима | Број становника по пописима | Број становника по пописима | Број становника по пописима | Број становника по пописима | Број становника по пописима | Број становника по пописима | Број становника по пописима | Број становника по пописима | Број становника по пописима | Број становника по пописима |
| --------------------------- | --------------------------- | --------------------------- | --------------------------- | --------------------------- | --------------------------- | --------------------------- | --------------------------- | --------------------------- | --------------------------- | --------------------------- | --------------------------- | --------------------------- | --------------------------- | --------------------------- | --------------------------- |
| 1857                        | 1869                        | 1880                        | 1890                        | 1900                        | 1910                        | 1921                        | 1931                        | 1948                        | 1953                        | 1961                        | 1971                        | 1981                        | 1991                        | 2001                        | 2011                        |
| 595                         | 750                         | 668                         | 740                         | 876                         | 945                         | 1.290                       | 1.250                       | 286                         | 304                         | 302                         | 224                         | 240                         | 224                         | 188                         | 173                         |

Напомена: Исказује се од 1991. као самостално насеље настало осамостаљивањем делова бившег насеља Источна Плина у нова насеља Бања, Плина Језеро и Шарић Струга. За то бивше насеље садржи податке до 1981. У 1857, 1869. и 1931. садржи податке за насеље Плина Језеро, 1857, 1869. и 1921. део података за насеље Плоче, 1857, 1869, 1921. и 1931. део података за насеље Перачко Блато. У 1921. и 1931. садржи податке за насеље Шарић Струга.

### Попис1991.
На попису становништва 1991. године, насељено место Бања је имало 224 становника, следећег националног састава:
| Попис 1991.‍ | Попис 1991.‍ | Попис 1991.‍ | Попис 1991.‍ | Попис 1991.‍ |
| ----------- | ----------- | ----------- | ----------- | ----------- |
|             |             |             |             |             |
| Хрвати      | Хрвати      |             | 221         | 98,66%      |
| непознато   | непознато   |             | 3           | 1,33%       |
| укупно: 224 |             |             |             |             |